# 新里斯本 (紐約州)
新里斯本（英語：New Lisbon）是一個位於美國紐約州奧齊戈縣的鎮。

## 人口
根據2020年美國人口普查的數據，新里斯本的面積為115.68平方千米，當中陸地面積為114.90平方千米，而水域面積為0.78平方千米。當地共有人口1084人，而人口密度為每平方千米9人。